# Et kvarter
Et kvarter er en dansk eksperimentalfilm fra 1970, der er instrueret af Poul Ib Henriksen efter manuskript af Per Højholt.

## Handling
Et litterært, filmisk, musikalsk eksperiment. Udgangspunktet er trivialsproget som miljø, konkretiseret i en avisside.